# Jodek miedzi(I)
Jodek miedzi(I) – nieorganiczny związek chemiczny, sól kwasu jodowodorowego i miedzi na stopniu utlenienia I.
Jodek miedzi(I) otrzymuje się poprzez zmieszanie wodnych roztworów soli miedzi(II) (np. siarczanu miedzi) i jodku sodu lub potasu:
Cu2+ + 2I− → CuI2
Powstały jodek miedzi(II) (CuI2) ulega natychmiastowej reakcji dysproporcjonowania na nierozpuszczalny jodek miedzi(I) i jod.
2 CuI2 → 2 CuI↓ + I2